# Гасымов, Мамедсафа Мамедали оглы
Мамедсафа Мамедали оглы Гасымов (азерб. Məmmədsəfa Məmmədəli oğlu Qasımov; (род. 25 июля 1960, Шабранский район), более известный как Мамед Сафа (азерб. Məmməd Səfa) — азербайджанский актёр театра и кино. Народный артист Азербайджанской Республики (2018 год). Профессор. Лауреат Премии Президента Азербайджанской Республики (с 2023 года), лауреат премии «Передовой работник образования Азербайджанской Республики» (с 2023 года).

## Биография
Мамедсафа Гасымов родился 25 июля 1960 года в Дивичинском (ныне Шабранском) районе. С 1967 по 1977 годы учился в средней школе №2 города Дивичи (ныне Шабран). После окончания школы поступил в Азербайджанский государственный медицинский институт, который окончил в 1980 году.
После окончания института Гасымов работал врачом в различных медицинских учреждениях республики. Однако его увлечение актёрским искусством привело к тому, что он решил сменить профессию и поступил в  Азербайджанский государственный институт искусств имени М. А. Алиева.
В 1985 году Гасымов успешно закончил университет и приступил к актёрской карьере в различных театрах Баку, где исполнял роли в классических и современных пьесах.
В 1990-х годах Гасымов начал сниматься в кино. Его талант и профессионализм были отмечены критиками, и он быстро стал одним из ведущих актеров киноиндустрии Азербайджана.

### Карьера
Мамедсафа Гасымов имеет богатый актёрский опыт как на сцене, так и в кино. Его творчество отличается глубоким пониманием ролей, яркими эмоциями и профессионализмом.
Среди известных работ Гасымова в театре можно выделить роли в пьесах «Маскарад», «Три сестры», «Гамлет» и других.
Актёр снялся в таких кинофильмах как «Дочь миллионера», «По следам любви», «Легенда о Гарибе и Аслане» и многих других. Его выразительная игра принесла ему признание зрителей и коллег.

## Награды
- 2004 год — «Золотой Дервиш» Союза театральных деятелей Азербайджана за активное участие в развитии театрального искусства Азербайджана.
- 2009 год —  Заслуженный артист Азербайджана.
- 2009, 2010, 2011, 9 мая 2012 года, 30 апреля 2014 года[5], 6 мая 2015 года[6], 6 мая 2016 года[7], 1 мая 2017 года[8], 10 мая 2019 года[9], 7 мая 2020 года[10], 7 мая 2021 года[11], 10 мая 2022 года[12] — несколько раз удостоен Президентской награды.
- 27 мая 2018 года — Народный артист Азербайджана[2].
- 10 марта 2021 года — медаль «Сенеткар»  Союза театральных деятелей Азербайджана[13].
- 19 февраля 2023 года — «Золотое Солнце 2023»[14].
- 6 мая 2023 года — Персональная пенсия Президента Азербайджанской Республики за вклад в развитие культуры страны[15].
- 2023 год — Знак «Передовой работник образования Азербайджанской Республики» Министерства науки и образования[16].
- 29 апреля 2024 года — орден «Сын Отечества», за вклад в культуру и искусство Азербайджана [17].

## Роли
- «Привет» (Шахрияр, Мухаммед Хусейн)
- «Сын» (основано на «Бамси Бейрек бою» из «Китаби-Деде Коркуд»)
- «Деhнаме» (Шах Исмаил Хатаи)
- «Ключ» (основано на поэме «Сокровищница тайн» Низами Гянджеви)
- «Сон» (Хаджи Зейн-оль-Абедин Мерагеи)
- «Тимон Афинский» (Уильям Шекспир)
- «Путь» (основано на произведении «Хакикатюс-суада» Мухаммеда Физули)
- «Охота» (Чохели, Годердзи Николаевич)
- «Пошли, пойдем» (Рамиз Ровшан)
- «Пожалуйста, закройте двери» (Вагиф Ибрагимоглу)
- «Вкус» (Мухаммед Физули)
- «Черный цвет» (Расул Рза)
- «Горькая правда» (Баба Пюнхан)
- «Сентиментальный вальс» (Антон Чехов)
- «Отелло» (Уильям Шекспир)
- «Хоп-хоп» (Мирза Алекпер Сабир)
- «Душа в душе» (И. Ибрагимли)
- «Ты всегда со мной» (Ильяс Эфендиев)
- «Иногда ищу мужчину для встреч» (Рустам Ибрагимбеков)
- «Дороже жизни» (Афаг Масуд)
- «Алхимия или треугольный четырехугольник» (Иоганн Вольфганг Гёте)
- «Воссоединение» (Мухаммед Физули)
- «Любимый» (Мухаммед Физули)
- «Первый акт» (Антон Чехов)
- «Привет из Кавказа» (Франц Кафка)
- «Неизвестный Ахундзаде» (Мирза Фатали Ахундзаде)
- «Парень» (основано на дастани «Китаби-Деде Коркуд»)
- «Один, два, наш» (Камал Абдулла)
- «Я дерево» (Орхан Памук)
- «Не забывай мой голос» (Камал Абдулла)
- «Надир Шах» (Юнус Огуз)
- «Шах Каджар» (Али Амирли)
- «Я это я» (Илгар Фехми)
- «Поезд 21:15» (Тойгун Орвай)

## Фильмография
1. «Судьба повелителя» (фильм, 2008)
2. «Град» (фильм, 2012)
3. «Человек третьего дня» (фильм, 2017)
4. «Полумесяц» (фильм, 2021)
5. «Старые чемоданы» (фильм, 2022)
6. «Полярная звезда» (фильм, 2023)
7. «Приговор» (фильм, 2023)
8. «Жизнь после смерти» (фильм, 2023)